# Bellas letras
Bellas letras es una categoría de escritura que originalmente significaba 'escritura bella o fina'. En su sentido moderno, es una etiqueta para las obras literarias que no entran en las categorías principales como la ficción, la poesía o el drama. La expresión se utiliza a veces de forma peyorativa para referirse a la escritura que se centra en las cualidades estéticas del lenguaje más que en su aplicación práctica. Un escritor de bellas letras es un «belletrista».
Literalmente, bellas letras procede de belles-lettres, una expresión francesa de idéntico significado. En este sentido, por lo tanto, incluye todas las obras literarias —especialmente la ficción, la poesía, el drama o el ensayo— valoradas por sus cualidades estéticas y la originalidad del estilo y el tono. El término puede utilizarse para referirse a la literatura en general. La Enciclopedia Nuttall, por ejemplo, describe las bellas letras como el «ámbito de la literatura que implica cultura literaria y pertenece al dominio del arte, cualquiera que sea el tema o la forma especial; incluye la poesía, el drama, la ficción y la crítica»; mientras que la Enciclopedia Británica, en su undécima edición, describe las belles-lettres como «las formas más artísticas e imaginativas de la literatura, como la poesía o el romance, en contraposición a los estudios más pedestres y exactos».
Sin embargo, para muchos propósitos modernos, el concepto de bellas letras se utiliza en un sentido más estrecho para identificar las obras literarias que no entran en otras categorías principales, como la ficción, la poesía o el drama. Así, incluiría ensayos, récits, colecciones publicadas de discursos y cartas, escritos satíricos y humorísticos y otras obras diversas. El término sigue utilizándose entre los bibliotecarios y otras personas que tienen que clasificar libros: mientras que una gran biblioteca puede tener categorías separadas para los ensayos, las cartas, el humor, etc. (y a la mayoría de ellos se les asignan códigos diferentes, por ejemplo, en el sistema Dewey de clasificación), en las bibliotecas de tamaño modesto suelen agruparse todos bajo la etiqueta de «bellas letras».
La frase se utiliza a veces de forma despectiva cuando se habla del estudio de la literatura: los que estudian la retórica suelen burlarse de muchos departamentos de idiomas por centrarse en las cualidades estéticas del lenguaje más que en su aplicación práctica.[cita requerida]
En su obra Elements of Criticism, el retórico e ilustrado escocés Lord Kames (1696-1782) afirma que el objetivo del movimiento de las bellas letras es «descubrir un fundamento para el razonamiento sobre el gusto del individuo» y «diseñar una ciencia de la crítica racional». Como afirma otro retórico de las bellas letras, Hugh Blair (1718-1800), en Lectures on Rhetoric and Belles Lettres: «el gusto es fundamental para la retórica y necesario para el éxito del discurso hablado y escrito».